# 7 de 9 amb folre
El 7 de 9 amb folre, o simplement 7 de 9, és un castell format per set castellers per pis i nou pisos d'alçada, i que està reforçat al pis de segons pel folre. Es tracta d'una construcció d'estructura composta que parteix d'una estructura simple de quatre, molt semblant a un 4 de 9 amb folre, la qual comparteix la rengla central amb una altra estructura de quatre (sovint anomenada "tres") que s'agafa a aquesta rengla i en què una rengla està d'esquena. El tronc del castell està compost de 42 castellers. El pom de dalt, el qual té 7 castellers, també és compost i està format per dos poms independents. Hi pugen dues parelles de dosos, dos aixecadors i, en la variant més estesa, un enxaneta. En aquest cas, l'enxaneta fa la primera aleta al quatre, baixa fins a l'alçada de dosos, remunta l'altre pom de dalt i fa la segona aleta a l'estructura de tres. No es considera carregat fins que no es fan les dues aletes. Forma part dels castells anomenats de gamma extra.

## Història
La construcció fou realitzada per primera vegada l'1 de novembre de 2012 pels Castellers de Vilafranca en la diada de Tots Sants. El castell va ser descarregat al primer intent que es portava a plaça, i en una actuació que va esdevenir la millor de la història fins al moment, juntament amb el 2 de 9 amb folre carregat, el 4 de 9 sense folre, i el pilar de 8 amb folre i manilles.
Es va tornar a descarregar més de deu anys després a la Diada de Sant Fèlix 2023 després d'un intent desmuntat, que fou el primer cop que aquesta construcció no s'aconseguia descarregar.
L'any 2025, la Colla Vella dels Xiquets de Valls va carregar per primer cop aquest castell a la Diada de Sant Joan de Valls al primer intent amb dues enxanetes. Aquest va ser també el primer cop que una colla no vilafranquina intentava el 7de9f. El va descarregar per primer cop aquell mateix any, a la diada de Firagost.

## Variants
El 7 de 9 amb folre s'ha dut a terme a plaça de dues maneres: amb una enxaneta (la variant més estesa, igual que amb les estructures de 7 inferiors) o amb dues.

### Amb un enxaneta
El 7 de 9 amb folre amb un enxaneta (de vegades anomenat 7 de 9 amb folre amb una enxaneta) és una variant del 7de9f feta amb un sol enxaneta que corona els dos poms de dalt. L'enxaneta puja per l'estructura del quatre i hi fa la primera aleta; tot seguit baixa el pom de dalt que acaba de coronar i s'enfila a l'estructura del tres, on fa la segona aleta i el castell es considera carregat. Va ser realitzat per primera vegada l'1 de novembre de 2012 en la diada de les Tots Sants per part dels Castellers de Vilafranca, que van aconseguir descarregar-lo al primer intent.

### Amb dues enxanetes
El 7 de 9 amb folre amb dos enxanetes és la segona variant amb què s'ha fet aquest castell. En aquesta modalitat, dos enxanetes diferents pugen a cadascuna de les estructures (la del tres i la del quatre) i coronen cada un dels poms de dalt, intentant que l'aleta sigui simultània en els dos enxanetes. És la variant que va fer servir la Colla Vella dels Xiquets de Valls per coronar-lo per primer cop l'any 2025, a la Diada de Sant Joan i descarregar-lo aquell mateix any, a la diada de Firagost.

## Cronologia
La següent taula mostra una cronologia dels intents de 7 de 9 amb folre fets fins a l'actualitat. Hi figuren les colles que l'han intentat, la data, la diada, la plaça, el resultat del castell, els altres castells intentats en l'actuació i un comentari de cada una de les temptatives.
| \| Núm. \| Colla \| Data \| Diada \| Plaça \| Resultat \| Actuació \| Variant \| Notes \| \| ---- \| --------------------------------- \| --------------------- \| ---------------------------- \| ---------------------------------------- \| ---------------- \| ---------------------------------------- \| ----------- \| --------------------------------------------------------------------------------------------------------------------------------------------------- \| \| 1 \| Castellers de Vilafranca \| 1 de novembre de 2012 \| Diada de Tots Sants \| Plaça de la Vila, Vilafranca del Penedès \| Descarregat \| Tde9f(c), 4de9sf, 7de9f, Pde8fm \| 1 enxaneta \| Primer 7de9f descarregat de la història. Primer 7de9f descarregat dels Castellers de Vilafranca. Primer 7de9f descarregat a Vilafranca del Penedès. \| \| 2 \| Castellers de Vilafranca \| 30 d'agost de 2023 \| Diada de Sant Fèlix 2023 \| Plaça de la Vila, Vilafranca del Penedès \| Intent desmuntat \| 3de10fm, 4de9fa, 7d9f(id), 7de9f, Pde8fm \| 1 enxaneta \| \| \| 3 \| Castellers de Vilafranca \| 30 d'agost de 2023 \| Diada de Sant Fèlix 2023 \| Plaça de la Vila, Vilafranca del Penedès \| Descarregat \| 3de10fm, 4d9fa, 7de9f(id), 7de9f, Pde8fm \| 1 enxaneta \| \| \| 4 \| Colla Vella dels Xiquets de Valls \| 24 de juny de 2025 \| Diada de Sant Joan \| Plaça del Blat, Valls \| Carregat \| 3de9f, 5de9f, 7de9f(c), Pde7f \| 2 enxanetes \| Primer 7de9f carregat de la Colla Vella dels Xiquets de Valls. Primer 7de9f carregat a Valls. Primer intent de 7de9f amb dues enxanetes. \| \| 5 \| Colla Vella dels Xiquets de Valls \| 6 d'agost de 2025 \| Diada castellera de Firagost \| Plaça del Blat, Valls \| Descarregat \| 5de9f, 7de9f, 3de9f, Pde8fm \| 2 enxanetes \| Primer 7de9f descarregat de la Colla Vella dels Xiquets de Valls. Primer 7de9f descarregat a Valls. \| |                                   |                       |                              |                                          |                  |                                          |             | |
| Núm. | Colla                             | Data                  | Diada                        | Plaça                                    | Resultat         | Actuació                                 | Variant     | Notes |
| 1 | Castellers de Vilafranca          | 1 de novembre de 2012 | Diada de Tots Sants          | Plaça de la Vila, Vilafranca del Penedès | Descarregat      | Tde9f(c), 4de9sf, 7de9f, Pde8fm          | 1 enxaneta  | Primer 7de9f descarregat de la història. Primer 7de9f descarregat dels Castellers de Vilafranca. Primer 7de9f descarregat a Vilafranca del Penedès. |
| 2 | Castellers de Vilafranca          | 30 d'agost de 2023    | Diada de Sant Fèlix 2023     | Plaça de la Vila, Vilafranca del Penedès | Intent desmuntat | 3de10fm, 4de9fa, 7d9f(id), 7de9f, Pde8fm | 1 enxaneta  | |
| 3 | Castellers de Vilafranca          | 30 d'agost de 2023    | Diada de Sant Fèlix 2023     | Plaça de la Vila, Vilafranca del Penedès | Descarregat      | 3de10fm, 4d9fa, 7de9f(id), 7de9f, Pde8fm | 1 enxaneta  | |
| 4 | Colla Vella dels Xiquets de Valls | 24 de juny de 2025    | Diada de Sant Joan           | Plaça del Blat, Valls                    | Carregat         | 3de9f, 5de9f, 7de9f(c), Pde7f            | 2 enxanetes | Primer 7de9f carregat de la Colla Vella dels Xiquets de Valls. Primer 7de9f carregat a Valls. Primer intent de 7de9f amb dues enxanetes.            |
| 5 | Colla Vella dels Xiquets de Valls | 6 d'agost de 2025     | Diada castellera de Firagost | Plaça del Blat, Valls                    | Descarregat      | 5de9f, 7de9f, 3de9f, Pde8fm              | 2 enxanetes | Primer 7de9f descarregat de la Colla Vella dels Xiquets de Valls. Primer 7de9f descarregat a Valls.                                                 |

## Colles
Actualment, les dues colles castelleres que han intentat el 7 de 9 amb folre l'han aconseguit descarregar. La taula següent mostra la data (dia/mes/any), diada i plaça en què les colles el carregaren i/o descarregaren per primera vegada:
| Núm. | Colla                             | Carregat           | Diada               | Plaça                                    | Descarregat       | Diada               | Plaça                                    |
| ---- | --------------------------------- | ------------------ | ------------------- | ---------------------------------------- | ----------------- | ------------------- | ---------------------------------------- |
| 1    | Castellers de Vilafranca          | 1 novembre 2012    | Diada de Tots Sants | Plaça de la Vila, Vilafranca del Penedès | 1 novembre 2012   | Diada de Tots Sants | Plaça de la Vila, Vilafranca del Penedès |
| 2    | Colla Vella dels Xiquets de Valls | 24 de juny de 2025 | Diada de Sant Joan  | Plaça del Blat, Valls                    | 6 d'agost de 2025 | Diada de Firagost   | Plaça del Blat, Valls                    |

## Estadística

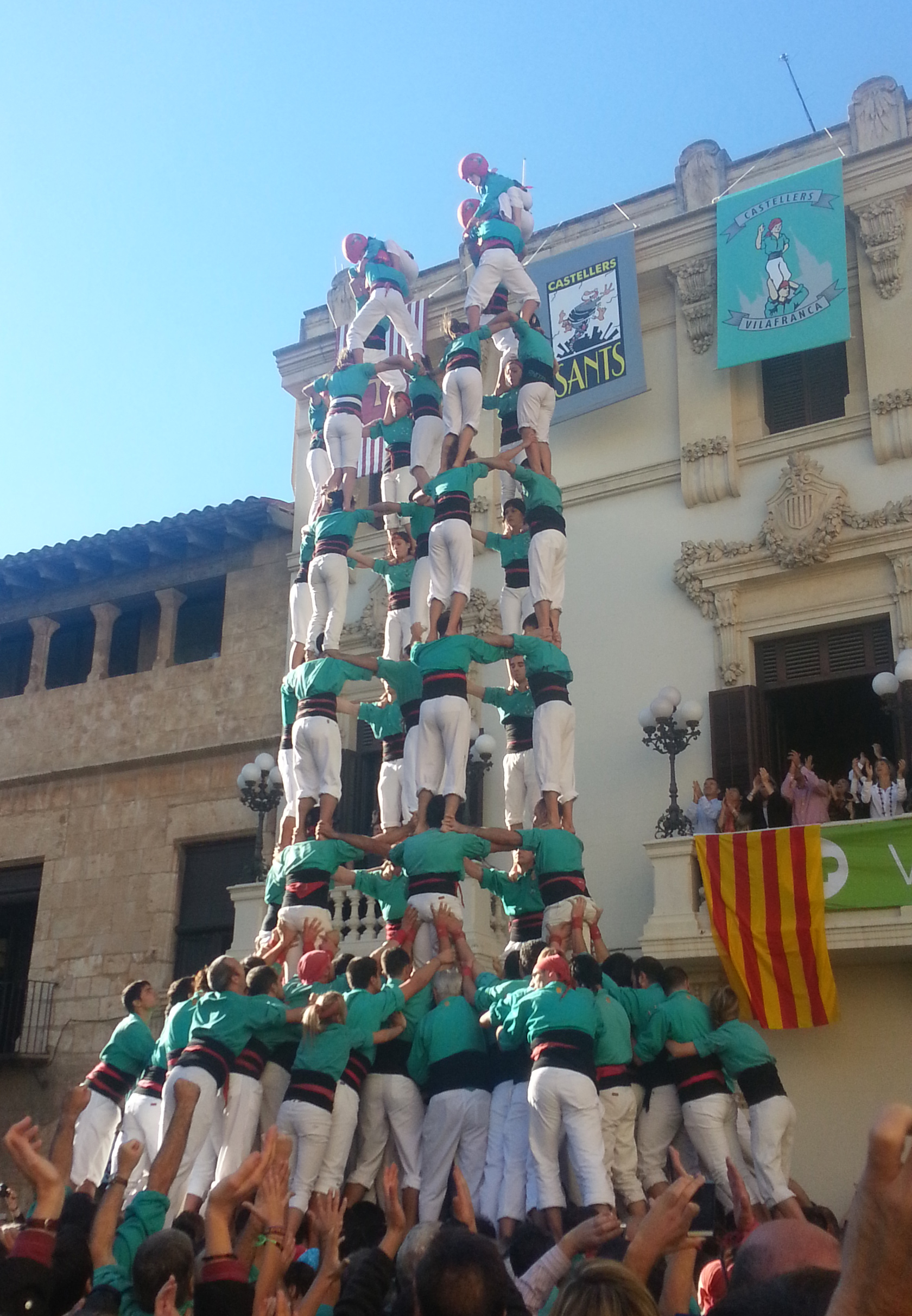
Primer 7 de 9 amb folre de la història.

| Resultat              |
| --------------------- |
| Descarregat (D)       |
| Carregat (C)          |
| Intent (I)            |
| Intent desmuntat (ID) |

Actualitzat a 7 d'agost de 2025

### Nombre de vegades
Fins a l'actualitat s'han fet cinc intents d'aquest castell.
| Colla                             | Resultats globals | Resultats globals | Resultats globals | Resultats globals | Total | Resultats parcials | Resultats parcials | Resultats parcials |
| Colla                             | D                 | C                 | I                 | ID                | Total | Assolit (D+C)      | No assolit (I+ID)  | Caigudes (C+I)     |
| --------------------------------- | ----------------- | ----------------- | ----------------- | ----------------- | ----- | ------------------ | ------------------ | ------------------ |
| Castellers de Vilafranca          | 2                 | 0                 | 0                 | 1                 | 3     | 2                  | 1                  | 0                  |
| Colla Vella dels Xiquets de Valls | 1                 | 1                 | 0                 | 0                 | 2     | 2                  | 0                  | 1                  |
| Total                             | 3                 | 1                 | 0                 | 1                 | 5     | 4                  | 1                  | 1                  |
| Percentatge                       | 60%               | 20%               | 0%                | 20%               | 100%  | 80%                | 20%                | 20%                |

### Segons variant
Fins avui, els Castellers de Vilafranca sempre l'han intentat amb una enxaneta, mentre que la Colla Vella dels Xiquets de Valls ho ha fet amb dues.
| Colla                             | 1 enxaneta | 1 enxaneta | 1 enxaneta | 1 enxaneta | 1 enxaneta | 2 enxanetes | 2 enxanetes | 2 enxanetes | 2 enxanetes | 2 enxanetes |
| Colla                             | D          | C          | I          | ID         | Total      | D           | C           | I           | ID          | Total       |
| --------------------------------- | ---------- | ---------- | ---------- | ---------- | ---------- | ----------- | ----------- | ----------- | ----------- | ----------- |
| Castellers de Vilafranca          | 2          | 0          | 0          | 1          | 3          | 0           | 0           | 0           | 0           | 0           |
| Colla Vella dels Xiquets de Valls | 0          | 0          | 0          | 0          | 0          | 1           | 1           | 0           | 0           | 2           |
| Total                             | 2          | 0          | 0          | 1          | 3          | 1           | 1           | 0           | 0           | 2           |

### Poblacions
Fins a l'actualitat el 7 de 9 amb folre només ha estat intentat a Vilafranca del Penedès i a Valls.
| Població               | D | C | I | ID | Total |
| ---------------------- | - | - | - | -- | ----- |
| Vilafranca del Penedès | 2 | 0 | 0 | 1  | 3     |
| Valls                  | 1 | 1 | 0 | 0  | 2     |
| Total                  | 3 | 1 | 0 | 1  | 5     |

### Temporades
La taula següent mostra totes les ocasions en què ha estat intentat per les colles al llarg de les temporades, des del primer descarregat l'any 2012.
| Núm.  | Colla                             | 2012 |  | 2023    |  | 2025   | Total       |
| ----- | --------------------------------- | ---- |  | ------- |  | ------ | ----------- |
| 1     | Castellers de Vilafranca          | 1d   |  | 1d, 1id |  |        | 2d, 1id     |
| 2     | Colla Vella dels Xiquets de Valls |      |  |         |  | 1d, 1c | 1d, 1c      |
| Total | Total                             | 1d   |  | 1d, 1id |  | 1d, 1c | 3d, 1c, 1id |